# Приєзда I
Приєзда I (Prijezda I; *1211 — †1287) — бан Боснії у 1240—1241 та 1250—1287 роках. Засновник династії Котроманичів.

## Життєпис

### Молоді роки
Був сином Симеона Радівоєвичем, двоюрідним братом бана Матея Нінослава. Спочатку він був католиком, потім перейшов в вчення богомілів, потім повернувся в католицизм. Ці коливання викликали недовіру до нього з боку католицької церкви, і для забезпечення його лояльності його сина — Приєзду Молодшого —було взято в заручники й гарантії вірності Приєзди Старшому католицтву. Бан Матей Нінослав особисто просив у Риму відпустити Приєзду-молодшого, але марно. У 1233 році Приєзда Старший вступив в конфлікт з баном Боснії, внаслідок чого вимушений був тікати до Сербії. 1234 року оженився на представниці натного роду Сербії або Боснії. Її належності до певного роду не з'ясовано.

### Перше панування
У 1239 році Кальман Арпад, якого було 1234 року призначено герцогом Боснії, в ході хрестового походу на Боснію вигнав Матея Нінослава. З ним повернувся Приєзда. У 1240 році герцог Кальман призначив баном Приєзду, намагаючись привернути боснійців на свій бік.
У 1241 році внаслідок вторгнення монгольських військ на чолі із Бату-ханом, Кальман залишив Боснію, де брав участь в битві на річці Шайо. Фактична влада перейшла до бана Приєзди. Втім останній не зміг протидіяти Матею Нінославу, який прибув до Боснії з Дубровницької республіки. Приєзда вимушений був знову тікати до Угорщини.

### Друге панування
Після смерті Матея Нінослава у 1250 році Приєзда розпочав боротьбу за владу зі Стефаном, сина Нінослава. На боці першого у боротьбу втрутився угорський король Бела IV. Внаслідок цього Приєзда здобув перемогу й став баном. Разом з тим посилився вплив Угорщини.
Приєзда I, намагаючись здобути прихильність католицьких держав й папського престолу, розпочав викорінювати богомільство в Боснії. За його старанність, що довело вірність католицизму, римська церква повернула йому сина.
У 1254 році Бела IV розділив Боснійська банат на частини. Район між річками Врбас і Босна став спадковим володінням Приєзди I, а Усора і Солі були виділені в окремі володіння, що передавалися угорським королем за своїм вибором — першим став Ростислав Рюриковича (пізніше утворили Мачванський банат). Того ж року король Угорщини напав на Сербію, і Приєзда I, що підтримав свого сюзерена, отримав Захумьє. Проте за мирним договором повернув його Стефану Урошу I. У 1255 році Бела IV надав боснійському бану володіння в Славонії.
1260 року Приєзда I спрямував війська для війни на боці угорського короля проти богемського короля Пржемислав Отакара II. Загони бана брали участь у битві під Кресенбрунном, в якій вірні королі Белі IV війська зазнали нищівної поразки. Втрати боснійців невідомі.
У 1270 році після смерті Бели IV почалася боротьба за владу між Стефаном V та магнатами. Втративши угорську підтримку, Приєзда I не зміг вже протистояти місцевій шляхті та богумілам.
У 1287 році внаслідок похилого віку він залишив трон, розділивши Боснію між синами Приєздою і Котроманом, перебравшись до особистих володінь у Землєніці. Тут невдовзі помер.

## Родина
Дружина — Єлизавета
Діти:
- Стефан (1233—1240)
- Приєзда (бл.1240-1290) бан у 1287—1290 роках
- Котроман (бл.1242-1299) бан у 1287—1314 роках
- Вук (д/н-1287)
- Катарина (д/н), дружина Стефано Водичкі